# Antanimasaka (Vakinankaratra)
Antanimasaka is een plaats en commune in het centrum van Madagaskar, behorend tot het district Ambatolampy, dat gelegen is in de regio Vakinankaratra. Tijdens een volkstelling in 2001 telde de plaats 5.194 inwoners.
De plaats biedt enkel lager onderwijs aan. 98 % van de bevolking werkt als landbouwer en 1 % houdt zich bezig met veeteelt. Het belangrijkste landbouwproduct is rijst; andere belangrijke producten zijn zoete aardappelen en aardappelen. Verder is 1% actief in de dienstensector.